# Anthony Libroia
Anthony Libroia (nacido en Bayside (Queens), Nueva York, el 2 de febrero de 1994) es un baloncestista estadounidense con nacionalidad italiana. Con una altura de 1,80 metros, se desempeña en la posición de base en las filas del CB Benicarló de la Liga LEB Plata.

## Trayectoria
Es un base formado en Holy Cross High School de su ciudad natal hasta 2012, cuando ingresó en la Universidad Adelphi, con el que disputa durante cuatro temporadas la División II de la NCAA con los Adelphi Panthers, desde 2012 a 2016.
En la temporada 2016-17, llega a España y firma por el CB Agustinos Eras de LEB Plata.
En la temporada 2017-18, firma por el CB Zamora de LEB Plata, donde permanece durante cuatro temporadas.
En la temporada 2021-2022, firma por el Círculo Gijón Baloncesto de LEB Plata, donde permanece durante cuatro temporadas.
El 9 de agosto de 2022, firma por el CB Benicarló de la Liga LEB Plata, con el que promedió 11 puntos, 5’8 asistencias, 3’2 rebotes para un total de 13’8 de valoración en algo más de 25 minutos de media por partido.
El 18 de agosto de 2023, renueva su contrato por el CB Benicarló de la Liga LEB Plata.